# George Lawson
George Lawson, född den 12 oktober 1827 i Skottland, död den 10 november 1895 i Halifax, Nova Scotia, var en skotsk-kanadensisk botaniker som anses vara den kanadensiska botanikens fader.
År 1858 blev han professor i kemi och naturhistoria vid Queen's University. Han hjälpte till i skapandet av en av Kanadas första botaniska trädgårdar. År 1868 blev han professor i kemi och mineralogi vid Dalhousie University. Lawson var även ledamot av Royal Society of Canada och dess president mellan 1887 och 1888.
Auktorsnamnet G.Lawson kan användas för George Lawson i samband med ett vetenskapligt namn inom botaniken; se Wikipediaartiklar som länkar till auktorsnamnet.